# Jan Bělehrádek
Jan Bělehrádek (18. prosince 1896 Praha – 8. května 1980 Londýn) byl český a československý lékař, rektor Univerzity Karlovy, politik, poslanec Prozatímního Národního shromáždění a Ústavodárného Národního shromáždění za Československou sociální demokracii.

## Biografie
Jeho otcem byl školský a menšinový aktivista František Bělehrádek (1867–1935), který byl od roku 1896 ředitelem kanceláře Ústřední matice školské. Jan Bělehrádek absolvoval studium medicíny na Univerzitě Karlově. V letech 1922–1923 působil jako asistent na univerzitě v Lovani. V letech 1925–1927 byl docentem na Lékařské fakultě Masarykovy univerzity v Brně, kde v letech 1927–1935 působil jako profesor lékařské biologie. Od roku 1935 byl vysokoškolským učitelem a funkcionářem na Lékařské fakultě Univerzity Karlovy v Praze. Zde v letech 1937–1938 zastával post děkana. V období let 1936–1939 byl rovněž ředitelem Purkyňova ústavu obecné biologie Univerzity Karlovy. Publikoval četné odborné i populární studie (Moderní názory o povaze živé hmoty, 1930; Temperature and Living Matter, 1935; Nauka o člověku, 1936; O holismu, 1941; Zrakem biologa, 1942; Člověk v číslech, 1945) a je spoluautorem učebnice Obecná biologie, 1934.
Angažoval se i ve veřejném životě. Na jaře roku 1938 patřil mezi iniciátory manifestu Věrni zůstaneme. Za Protektorátu Čechy a Morava byl aktivní v petičním výboru Věrni zůstaneme. Za své odbojové aktivity byl v září–říjnu 1939 a pak znovu od ledna do května 1945 vězněn nacisty. Po osvobození se stal v letech 1945–1946 rektorem Univerzity Karlovy. V letech 1945–1946 byl poslancem Prozatímního Národního shromáždění za sociální demokraty. Mandát obhájil v parlamentních volbách v roce 1946 a stal se poslancem Ústavodárného Národního shromáždění, kde zasedal do roku 1948.
Po únorovém převratu odešel do exilu. V letech 1949–1956 působil v organizaci UNESCO v Paříži, od roku 1956 ve výzkumné laboratoři Middlessex Medical School v Londýně. Byl aktivní v exilové ČSSD. Ke konci života se angažoval v Naardenském hnutí a britském výboru na podporu Výboru na obranu nespravedlivě stíhaných.

## Dílo
- Obecná biologie. Díl první. 3., přeprac. a rozš.. vyd. Praha: Melantrich, 1945. 115 s.
- Seznam děl v Souborném katalogu ČR, jejichž autorem nebo tématem je Jan Bělehrádek